# 11. sekretariát ústředního výboru Komunistické strany Číny
11. sekretariát ústředního výboru Komunistické strany Číny (čínsky v českém přepisu Čung-kuo kung-čchan-tang ti-š’-i-ťie čung-jang šu-ťi-čchu, pchin-jinem Zhōngguó Gòngchǎndǎng dìshíyījiè Zhōngyāng Shūjichù, znaky 中国共产党第十一届中央书记处) bylo v letech 1980–1982 skupinou cca desítky členů ústředního výboru Komunistické strany Číny, která byla částí širšího vedení Komunistické strany Číny.
Jedenáctý sekretariát byl zvolen v únoru 1980 na pátém zasedání 11. ústředního výboru KS Číny. Měl 11 členů: Chu Jao-pang s titulem generálního tajemníka sekretariátu stál v jeho čele (a v červnu 1981 byl ústředním výborem zvolen i předsedou ústředního výboru) a deset tajemníků sekretariátu –  Wan Li, Wang Žen-čung, Fang I, Ku Mu, Sung Žen-čchiung, Jü Čchiou-li, Jang Te-č’, Chu Čchiao-mu, Jao I-lin, Pcheng Čchung. Později, v červnu 1981, byl do sekretariátu přidán ještě Si Čung-sün.
Úkolem sekretariátu bylo zajišťování realizace a koordinace politiky stanovené politbyrem a jeho stálým výborem a každodenní řízení strany a země. Obnovení sekretariátu zaniklého počátkem kulturní revoluce bylo krokem k restauraci systému řízení strany fungujícího do kulturní revoluce, nicméně bezprostředním politickým důsledkem bylo oslabení pozice politbyra a stálého výboru, když sekretariát převzal každodenní řízení. V tehdejším politickém soupeření zřízení sekretariátu sestaveného vesměs se stoupenců a podporovatelů Teng Siao-pchinga bylo jedním z kroků Tenga směřujících k oslabení pozic předsedy strany Chua Kuo-fenga.
Členové sekretariátu měli na starosti koordinaci politiky navzájem a ve svých oblastech činnosti, a sice Wang Žen-čung a Chu Čchiao-mu se věnovali ideologii a propagandě, Wang odpovídal za její provádění jako vedoucí oddělení ÚV pro propagandu, Chu Čchiao-mu byl hlavní stranický ideolog; Sung Žen-čchiung spravoval stranický aparát po organizační a personální stránce; Jang Te-č’ jako náčelník generálního štábu zajišťoval realizaci politiky strany v armádě; dále bylo tajemníky sekretariátu pět místopředsedů vlády – pro vědu a techniku (Fang I), zemědělství (Wan Li), zahraniční obchod (Ku Mu), energetiku (Jü Čchiou-li) a plánování (Jao I-lin) a konečně Pcheng Čchung a později i Si Čung-sün odpovídali za Čínské lidové politické poradní shromáždění a Všečínské shromáždění lidových zástupců.

## Složení sekretariátu
Jako úřad je uvedeno zaměstnání a funkce vykonávané v době členství v sekretariátu.
VSLZ a ČLPPS jsou Všečínské shromáždění lidových zástupců a Čínské lidové politické poradní shromáždění.
| Minulé období                                  | Jméno                                          | Rok narození                                   | Úřady a funkce                                                         | Úřady a funkce | Úřady a funkce                                                                                              | Další období                                   |
| Minulé období                                  | Jméno                                          | Rok narození                                   | civilní stranické                                                      | civilní státní a jiné | vojenské | Další období                                   |
| Generální tajemník sekretariátu, od února 1980 | Generální tajemník sekretariátu, od února 1980 | Generální tajemník sekretariátu, od února 1980 | Generální tajemník sekretariátu, od února 1980                         | Generální tajemník sekretariátu, od února 1980 | Generální tajemník sekretariátu, od února 1980                                                              | Generální tajemník sekretariátu, od února 1980 |
| ---------------------------------------------- | ---------------------------------------------- | ---------------------------------------------- | ---------------------------------------------------------------------- | --- | --- | ---------------------------------------------- |
| –                                              | Chu Jao-pang 胡耀邦                            | 1915                                           | člen stálého výboru politbyra, předseda ÚV (od června 1981)            | | | 12., 13. politbyro, 12. sekretariát            |
| Tajemníci sekretariátu, od února 1980          |                                                |                                                |                                                                        | | |                                                |
| –                                              | Wan Li 万里                                    | 1916                                           | člen ÚV                                                                | místopředseda Státní rady (od dubna 1980), předseda Státní zemědělské komise (srpen 1980 – květen 1982) | | 12., 13. politbyro, 12. sekretariát            |
| –                                              | Wang Žen-čung 王任重                           | 1917                                           | člen ÚV, vedoucí oddělení propagandy ÚV (březen 1980 – duben 1982)     | místopředseda Státní rady (do září 1980) | | –                                              |
| –                                              | Fang I 方毅                                    | 1916                                           | člen politbyra                                                         | místopředseda Státní rady (do května 1982), státní poradce Státní rady (od května 1982), předseda Státní komise pro vědu a techniku, prezident Čínské akademie věd (do května 1981)                        | | 12. politbyro                                  |
| –                                              | Ku Mu 谷牧                                     | 1914                                           | člen ÚV                                                                | místopředseda Státní rady (pro regulaci zahraničního obchodu; do května 1982), státní poradce Státní rady (pro regulaci zahraničního obchodu; od května 1982)                                              | | 12. sekretariát                                |
| 8. politbyro                                   | Sung Žen-čchiung 宋任穷                        | 1909                                           | člen ÚV, vedoucí organizačního oddělení ÚV                             | | | 12. politbyro                                  |
| –                                              | Jü Čchiou-li 余秋里                            | 1914                                           | člen politbyra                                                         | místopředseda Státní rady (do května 1982), státní poradce Státní rady (od května 1982), ministr-předseda Státní plánovací komise (do srpna 1980), předseda Státního výboru pro energetiku (od srpna 1980) | generálporučík                                                                                              | 12. politbyro, 12. sekretariát                 |
| –                                              | Jang Te-č’ 杨得志                              | 1911                                           | člen ÚV                                                                | | generálplukovník, člen stálého výboru 11. ústřední vojenské komise KS Číny, náčelník generálního štábu ČLOA | 12. politbyro                                  |
| 8. sekretariát                                 | Chu Čchiao-mu 胡乔木                           | 1913                                           | člen ÚV                                                                | předseda Čínské akademie sociálních věd | | 12. politbyro                                  |
| –                                              | Jao I-lin 姚依林                               | 1917                                           | člen ÚV, vedoucí Hlavní kanceláře ÚV [do dubna 1982)                   | místopředseda Státní rady, ministr-předseda Státní plánovací komise (od srpna 1980) | | 12. a 13. politbyro, 12. sekretariát           |
| –                                              | Pcheng Čchung 胡啟立                           | 1929                                           | člen politbyra                                                         | místopředseda celostátního výboru ČLPPS, místopředseda stálého výboru VSLZ (od září 1980) | | –                                              |
| Tajemník sekretariátu, od června 1981          |                                                |                                                |                                                                        | | |                                                |
| –                                              | Si Čung-sün 习仲勋                             | 1913                                           | člen ÚV, tajemník kuangtungského povinčního výboru (do listopadu 1980) | guvernér Kuang-tungu (do února 1981), místopředseda stálého výboru VSLZ (od září 1980) | | 12. politbyro, 12. sekretariát                 |